# Möbius (película)
Möbius es una película franco-rusa de 2013, del género thriller, dirigida por Éric Rochant y protagonizada por Jean Dujardin y Cécile de France.

## Sinopsis
Un agente del servicio de inteligencia francés (Jean Dujardin) persigue por todos los medios, en Mónaco, a un todopoderoso corrupto del mundo de las altas finanzas (Tim Roth), utilizando a uno de sus agentes bursátiles para ello (Cécile de France).

## Reparto
- Jean Dujardin – Moïse/Gregory Lyubov
- Cécile de France – Alice Radmond
- Tim Roth – Ivan Rostovsky
- Émilie Dequenne – Sandra
- John Lynch – Joshua
- Dean Constantin – Agente de Joshua
- Vladimir Menshov – Cherkachin
- Branka Katić – Ava
- Wendell Pierce – Bob
- Alexey Gorbounov – Khorzov, Jefe  de seguridad de Rostovsky
- Vicky Krieps - Olga
- Dmitry Nazarov - Inzirillo